# سيرغي غوروفوي
سيرغي غوروفوي (من مواليد 1975) هو لاعب كرة الماء من كازاخستان.
شارك في دورة الألعاب الآسيوية 2006 في الدوحة بقطر.

## روابط خارجية
- سيرغي غوروفوي على موقع الاتحاد الدولي للسباحة (الإنجليزية)
- سيرغي غوروفوي على موقع أوليمبيديا (الإنجليزية)